# Rambla

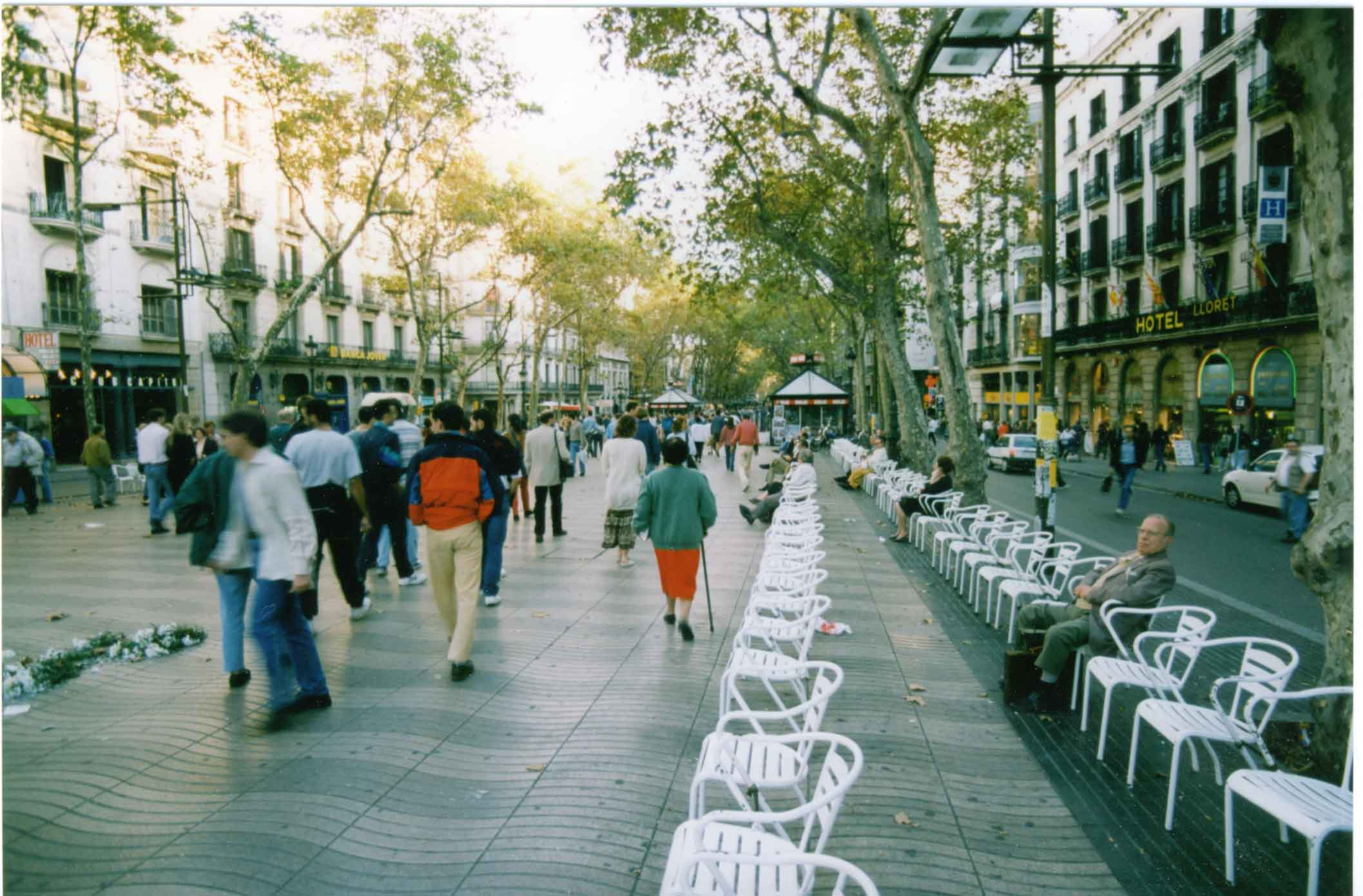
Rambla in Barcelona

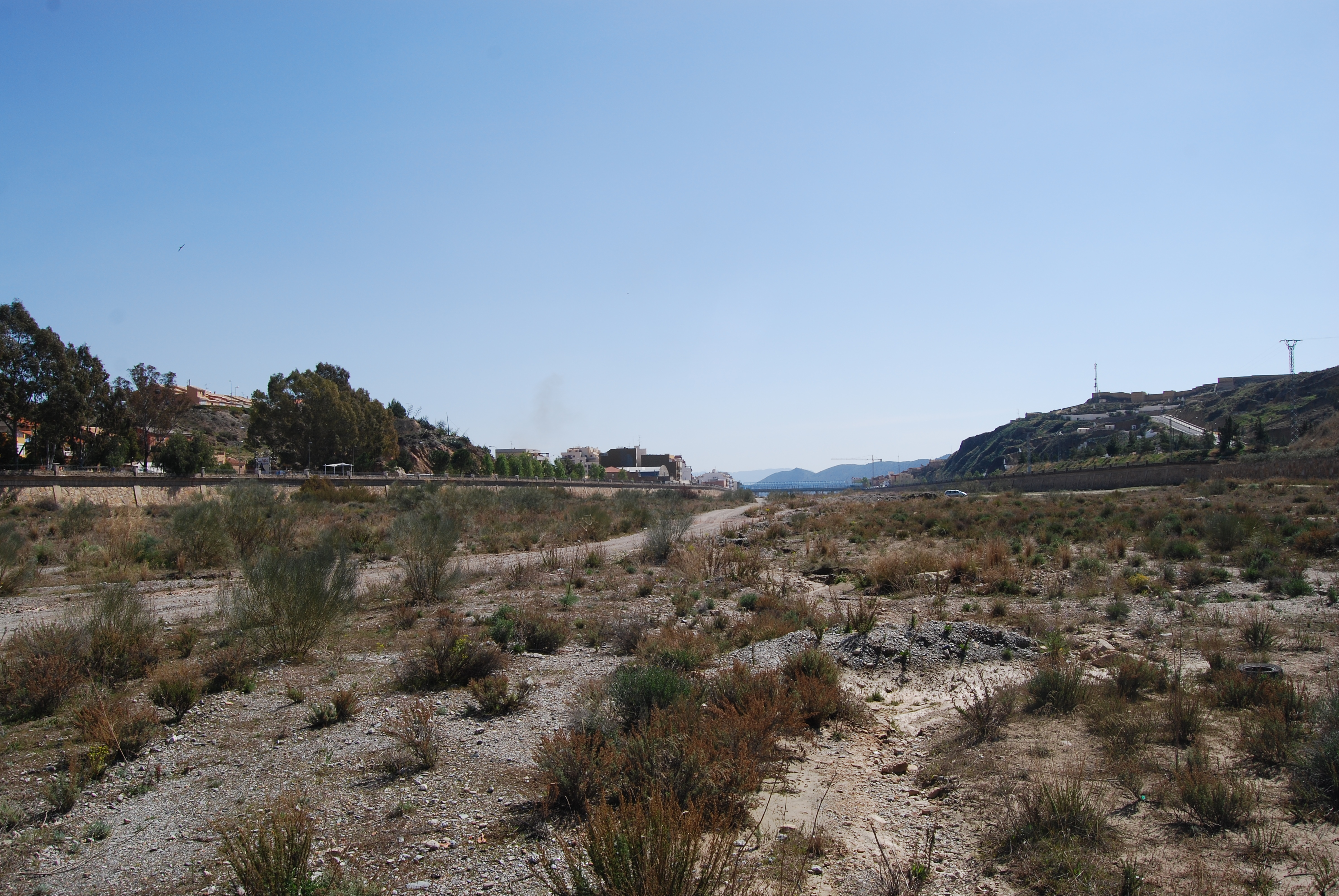
Beispiel der völlig ausgetrockneten Rambla de Nogalte, Provinz Almería, Spanien

Der Begriff Rambla wird in der spanischen Sprache für Straßen und Trockenflussbetten verwendet. Der Name leitet sich aus dem arabischen Wort für „Sand“ (bzw. „sandiges Flussbett“) – raml oder ramla – ab, das sich während der arabischen Herrschaftszeit in Spanien verbreitete.

## Sonderform der Straße
Als La Rambla wird in mehreren spanischsprachigen Städten eine Küstenstraße (im Deutschen etwa: „Straße zum Meer“) bezeichnet. Jeder katalanische Küstenort hat eine oder mehrere Ramblas. Bekannte Ramblas befinden sich in Barcelona (siehe La Rambla (Barcelona)) und in Montevideo (Uruguay). Diese sind allerdings inzwischen asphaltiert und werden ganzjährig als Straße genutzt.

## Sonderform des Gewässers
Trockenflüsse, also Wadis, werden in Spanien ebenfalls Rambla genannt. Damit gemeint ist der geomorphologische Begriff für Fluss- oder Bachbette, die in mehr als elf Monaten des Jahres austrocknen und so beispielsweise als Straße benutzt werden und nur bei Starkregen oder während der Schneeschmelze Wasser aus den sie speisenden Gebirgen führen.
Von dem spanischen Begriff ist der deutsche Begriff Rambla abgeleitet, der einen Bodentyp bezeichnet.